# Lough Mask SPA
Lough Mask SPA este o arie protejată (arie de protecție specială avifaunistică — SPA) din Irlanda întinsă pe o suprafață de 8.735,65 ha, integral pe uscat.

## Localizare
Centrul sitului Lough Mask SPA este situat la coordonatele 53°36′44″N 9°21′19″W / 53.612195°N 9.355316°V.

## Înființare
Situl Lough Mask SPA a fost declarat arie de protecție specială avifaunistică în noiembrie 1995 pentru a proteja 15 specii de animale.

## Biodiversitate
Situată în ecoregiunea atlantică, aria protejată nu include niciun habitat protejat.
La baza desemnării sitului se află mai multe specii protejate de  păsări (15): rață pitică (Anas crecca), rață fluierătoare (Anas penelope), rață mare (Anas platyrhynchos), Anser albifrons flavirostris, rață-cu-cap-castaniu (Aythya ferina), rața moțată (Aythya fuligula), Bucephala clangula, lebădă de iarnă (Cygnus cygnus), lișiță (Fulica atra), pescăruș sur (Larus canus), pescăruș negricios (Larus fuscus), pescăruș râzător (Larus ridibundus), Mergus serrator, cormoran mare (Phalacrocorax carbo), chiră de baltă (Sterna hirundo).
Pe lângă speciile protejate, pe teritoriul sitului au mai fost identificate 2 specii de păsări, 1 specie de pești.